# 岡本則一
岡本 則一（おかもと のりかず、1921年1月3日 - 1994年6月3日）は、日本の経営者。安田生命保険社長を務めた。東京都出身。

## 経歴・人物
1943年に東京商科大学を卒業し、1946年に安田生命保険に入社。1965年に財務部長に就任し、1969年5月に取締役、1972年12月に常務、1979年7月に専務を経て、1981年6月に副社長に就任し、1985年7月には社長に昇格。1993年4月には会長に就任。
1988年11月に藍綬褒章を受章し、1993年11月に勲三等旭日中綬章を受章。
1994年6月3日急性心不全のために死去。73歳没。